# Vårnäs

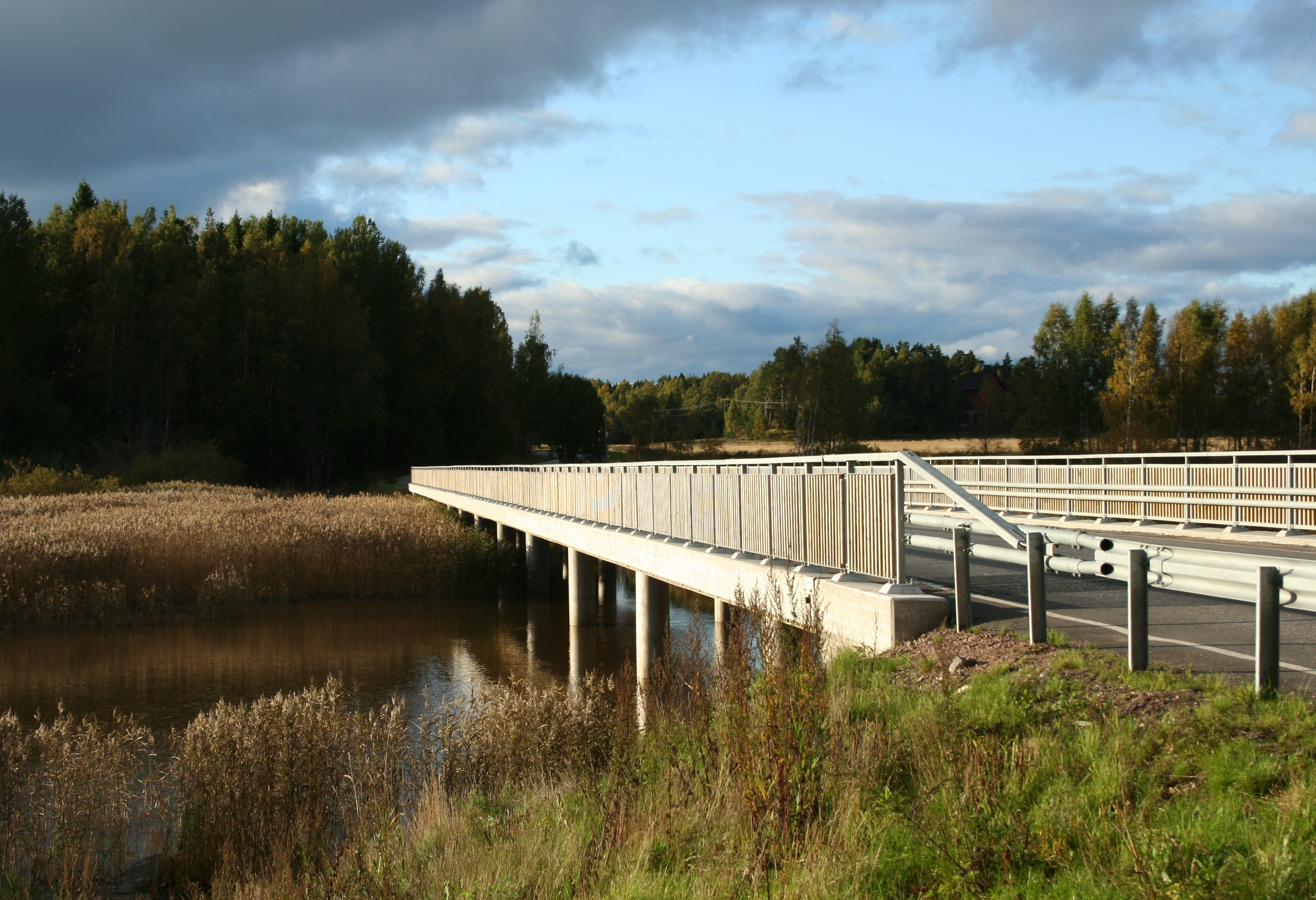
Vårnäs bro som ersatt museibron

Vårnäs är en by i Kyrkslätts kommun i Nyland i Finland. I Vårnäs finns Vårnäs bro som tidigare var en museibro i trä. Den tidigare bron byggdes av ryska soldater 1948 då Sovjetunionen arrenderade Porkalaområdet. Den äldre bron revs 2008 och ersattes med en ny.